# Ensalada griega

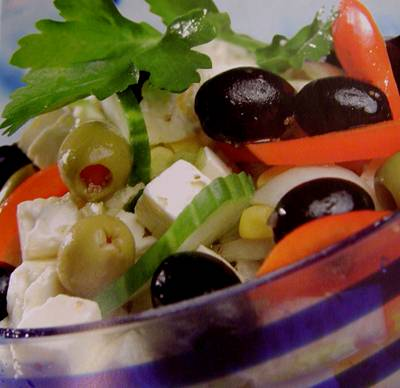
Ensalada griega - χωριάτικη σαλάτα.

La ensalada griega (en griego: χωριάτικη σαλάτα) es una ensalada elaborada en Grecia con los ingredientes característicos de este país.
La ensalada original está elaborada de tomate, pepino, pimiento y cebolla roja, todo ello con sal, pimienta negra y orégano y aliñada con aceite de oliva. A todo ello se le añaden trozos de queso feta, alcaparras y aceitunas kalamata. La lechuga, a pesar de lo que piensa la mayoría de la gente, es muy rara en la ensalada griega. Existe una variante de ensalada que se denomina μαρούλι, "lechuga", en lugar de ensalada y es muy distinta. Consiste en lechuga, cebolla de primavera y eneldo fresco, todo ello aliñado con aceite de oliva y vinagre o zumo de limón.

## Otros usos
El término "ensalada griega" también se emplea en Estados Unidos, Australia, Sudáfrica y Reino Unido para referirse a la ensalada de lechuga que posee los ingredientes griegos, aliñada con una vinagreta. Lechuga, tomates, feta y olivas son los ingredientes más usados en las ensaladas británicas denominadas "griegas", pero también son comunes los pepinos, peperoncini, pimientos, cebollas, rábanos y anchoas.

## Véase también

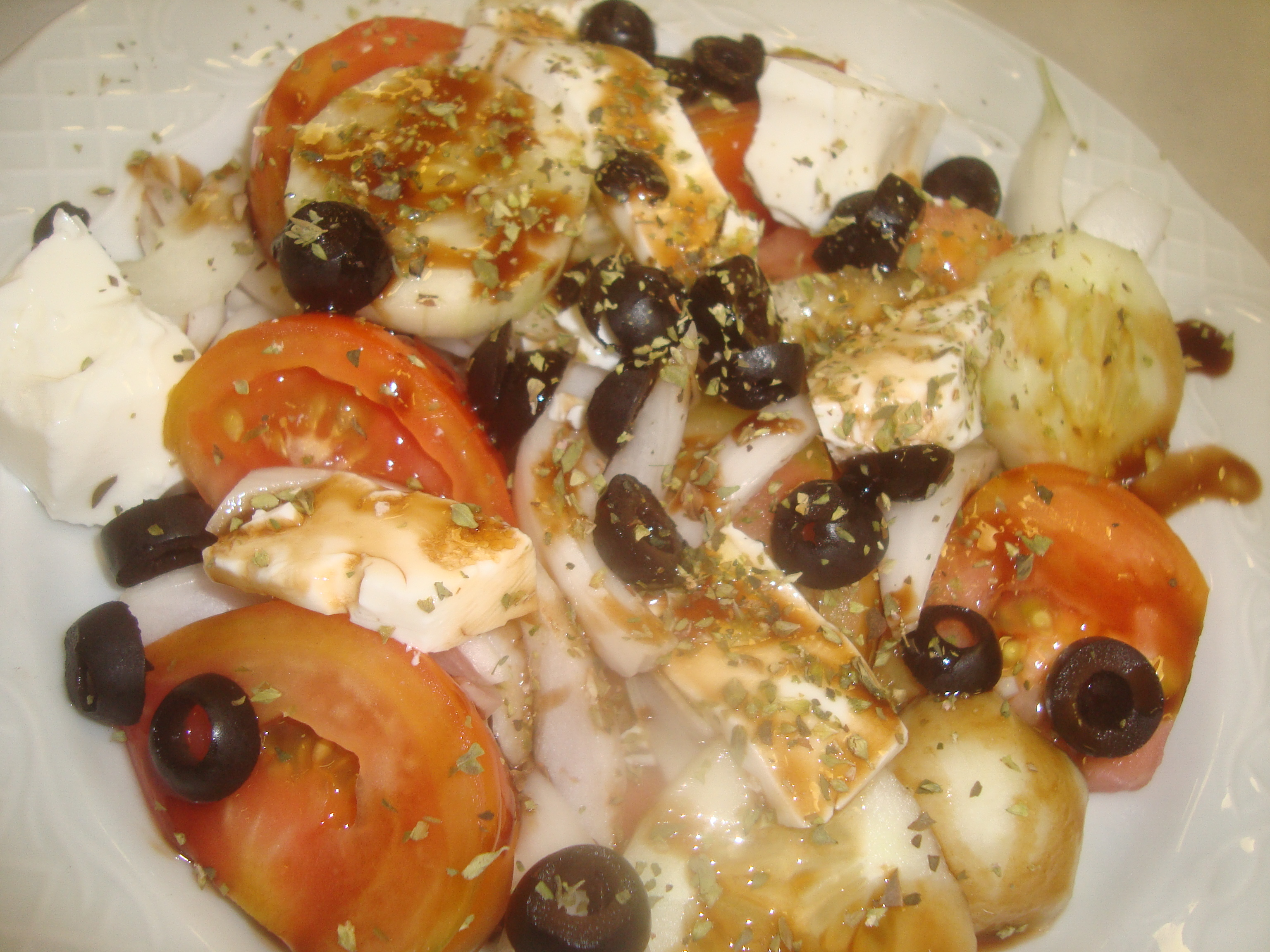
Ensalada griega.